# Sdružení pro certifikaci systémů jakosti
Sdružení pro certifikaci systémů jakosti (CQS) je české sdružení, které vzniklo v roce 1993 spojením šesti organizací z oblasti zkoušení a certifikace. Ty se dohodly, že sdruží své finanční a personální zdroje a vytvoří společný certifikační orgán pro systémy jakosti se širokým polem působnosti.
Certifikát (osvědčení) má obecný význam potvrzení nějaké skutečnosti.
- Certificate of conformance – certifikát shody (produkt-produkt) je dokument, který certifikuje například, že opravené zařízení splňuje požadavky kladené na původní zařízení.
- Certificate of compliance – certifikát shody (produkt-norma) je dokument, který vydává entita o shodě příslušných produktů/služeb s požadavky, které jsou uvedeny v příslušné normě.
- Autorizace má význam úředního schválení, oprávnění, pověření, např.: udělení práv k stanoveným činnostem, např. k provádění funkce zkušební laboratoře resp. kalibrační laboratoře.

## Členové sdružení
- Elektrotechnický zkušební ústav, s.p., Praha;
- Fyzikálně technický zkušební ústav, s.p., Ostrava;
- Institut pro testování a certifikaci, Zlín;
- Strojírenský zkušební ústav, s.p., Brno;
- Textilní zkušební ústav, s.p., Brno;
- Technický a zkušební ústav stavební Praha, s.p., Praha.

Sdružení CQS získalo postupně následující akreditace:
- 1996, ČIA, akreditace pro certifikaci systémů jakosti;
- 2000, ČIA, pro certifikaci systémů environmentálního managementu;
- 2000, ČIA, akreditace pro certifikaci systémů managementu bezpečnosti a ochrany zdraví;
- 2005, SNAS, akreditace pro certifikaci systémů managementu bezpečnosti informací;
- 2008, ČIA, reakreditace pro všechny systémy podle ČSN EN ISO/IEC 17021;
- 2013, ČIA, reakreditace pro všechny systémy podle ČSN EN ISO/IEC 17021:2011.

Sdružení se v roce 1998 stalo plnoprávným členem IQNet, celosvětové sítě certifikačních orgánů vydávající uznávané certifikáty systémů managementu ve více než 35 zemích celého světa.
CQS pokrývá certifikační činností všechna průmyslová odvětví a široký sortiment služeb, např.:
- ČSN EN ISO 9001 Systémy managementu kvality;
- ČSN EN ISO 14001 Systémy environmentálního managementu;
- ČSN EN ISO 50001 Systémy managementu hospodaření s energií;
- ČSN EN ISO 13485 Systémy jakosti - Zdravotnické prostředky;
- ČSN EN ISO 3834-2 Systémy jakosti v procesech svařování;
- ČSN OHSAS 18001 Systémy managementu bezpečnosti a ochrany zdraví při práci;
- ČSN EN ISO 22000 Systémy managementu bezpečnosti potravin a další systémy managementu.